# 沢藤幸治
沢藤 幸治（澤藤 幸治、さわふじ こうじ、1881年（明治14年）5月6日 - 1960年（昭和35年）6月9日）は、日本の政治家。岩手県和賀郡黒沢尻町（現：北上市）長。岩手県会議員。北上市の観光名所展勝地の生みの親として知られる。

## 来歴
岩手県和賀郡黒沢尻町に生まれる。東京法学院（現・中央大学）修了。修了後は金原明善に植林業を学ぶ。大阪毎日新聞に入り、風見章を知る。政友会院外団鉄心会に入り、中野正剛・緒方竹虎や大陸浪人達と交わる。
一旦帰郷し、1920年（大正9年）和賀展勝会を結成し、北上川沿いに桜の木を植え始める。上京し、出版業を始めるが、関東大震災で帰郷する。1926年（大正15年）に雑誌「共存共栄」を創刊する。
1931年（昭和6年）岩手県会議員となり、3期務める。1934年（昭和9年）から1937年（昭和12年）まで黒沢尻町長を務めた。戦後、公職追放となった。
このほか農業会長、文化協会会長、教育委員などを務めた。1960年（昭和35年）死去。

## 親族
- 長男 - 沢藤礼次郎（日本社会党衆議院議員）